# Почётные граждане Симферополя
Почётный гражданин города Симферополь — звание, являющееся высшим признанием заслуг перед городом Симферополь и его жителями.

## Положение о вручении
Вручение ведётся на основе «Положения о наградах и почетных званиях муниципального образования городской округ Симферополь Республики Крым», последняя редакция которого была утверждена в 2015 году.
Звание «Почетный гражданин города Симферополя» является высшим знаком отличия и присваивается за выдающиеся личные заслуги перед муниципальным образованием городской округ Симферополь Республики Крым, значимость которых общепризнана жителями городского округа. Основаниями для присвоения Звания «Почетный гражданин города Симферополя» являются:
- особые заслуги перед жителями городского округа в науке, промышленном и сельскохозяйственном производстве, экономике, культуре и искусстве, физической культуре и спорте, образовании, здравоохранении, городском хозяйстве, в обеспечении законности, правопорядка и общественной безопасности, других сферах трудовой и служебной деятельности;
- совершение мужественных и героических поступков во благо городского округа;
- активная общественная деятельность, направленная на развитие местного самоуправления в городском округе и эффективное решение вопросов местного значения;
- авторитет у жителей городского округа, обретенный долгой трудовой, общественной, политической, хозяйственной, благотворительной, иной деятельностью с результатами для городского округа.

Знак почётного гражданина Симферополя(Имел несколько вариантов, на фото поздний вариант, вручённый почётному гражданину тренеру А. Н. Заяеву)

На присвоение звания «Почетный гражданин города Симферополя» выдвигаются граждане Российской Федерации, как правило, проживающие в городском округе, проработавшие в соответствующей экономической и социально-культурной сфере в Симферополе не менее двадцати лет и имеющие государственные награды или награжденные знаками отличия Республики Крым, Симферопольского городского совета, иностранные граждане. Звание «Почетный гражданин города Симферополя» не может быть повторно присвоено одному и тому же лицу. Звание «Почетный гражданин города Симферополя» не присваивается посмертно. Предложения о присвоении звания Почетного гражданина, поступившие от лиц, выдвинувших свои кандидатуры, не рассматриваются. Фамилии и инициалы лиц, удостоенных звания «Почетный гражданин города Симферополя» заносятся на стелу, расположенную в фойе на первом этаже здания Симферопольского городского совета. С письменного согласия Почетного гражданина города Симферополя, на основании решения Симферопольского городского совета, его именем может быть названа вновь образованная улица (проспект, бульвар, сквер, площадь, парк, набережная) города, где устанавливается мемориальная доска, посвященная данному Почетному гражданину. Ежегодно Симферопольского городской совет принимает решение о присвоении звания «Почетный гражданин города Симферополя», как правило, не более одному кандидату.
С 2016 года обладатели данного звания пенсионного возраста могут получать 3 тысячи рублей в качестве ежемесячной выплаты.
В 2002 году действующий городской голова Симферополя Валерий Ермак отказался от присвоения ему звания почётного гражданина. Ермак был награждён этим званием спустя семь лет, в 2009 году.

## Нагрудный знак
Нагрудный знак «ПОЧЕТНЫЙ ГРАЖДАНИН ГОРОДА СИМФЕРОПОЛЯ» имеет вид Герба города Симферополя, изготавливается из серебра с элементами эмали и позолоты, имеет размер 45×32 мм. На лицевой стороне нагрудного знака помещается рельефное изображение Большого Герба города Симферополя в идентичности с его описанием. Нагрудный знак при помощи ушка и соединительного конца присоединяется к четырёхугольной планке размером 7×21 мм с надписью в две строки «ПОЧЕТНЫЙ ГРАЖДАНИН». На оборотной стороне планки имеется приспособление для прикрепления к одежде. На оборотной стороне нагрудного знака гравируется порядковый номер знака. Все изображения и надписи на нагрудном знаке рельефные.

## Список почётных граждан
| Год  | Портрет | Имя                            | Годы жизни  | Род деятельности | Обоснование присвоения | #      |
| ---- | ------- | ------------------------------ | ----------- | --- | --- | ------ |
| 1889 |         | Христофоров Георгий Николаевич | 1833 — 1902 | Симферопольский второй гильдии купец и кавалер ордена Св. Анны III степени | Манифестом императора Александра III Грамота от 31.08.1889. | [ 4 ]  |
| ?    |         | Пастак Исаак Осипович          | ?           | Землевладелец, садовод, селекционер. Потомственный почетный гражданин | ? | [ 4 ]  |
| 1964 |         | Симоненко Николай Афанасьевич  | 1906 — 1986 | начальник вагонного депо станции Симферополь, Герой Социалистического Труда, участник Великой Отечественной войны | За самоотверженный труд по превращению Симферополя в город коммунистического труда, образцового общественного порядка и высокой культуры Постановление бюро горкома КП Украины и исполнительного комитета городского совета депутатов трудящихся от 16.07.1964                                                                                        |        |
| 1965 |         | Бурова Мария Степановна        | ?           | бригадир швейного участка трикотажной фабрики № 1 | За самоотверженный труд по превращению Симферополя в город коммунистического труда, образцового общественного порядка и высокой культуры Постановление бюро горкома КП Украины и исполнительного комитета городского совета депутатов трудящихся от 22.10.1965                                                                                        |        |
| 1966 |         | Габор Имре                     | 1890 — 1976 | скульптор, участник Венгерской революции 1919 года | За укрепление дружбы между венгерским и советским народами Постановление бюро горкома КП Украины и исполнительного комитета городского совета депутатов трудящихся от 05.09.1966 |        |
| 1977 |         | Катона Дюла                    | 1927 — 2011 | председатель отделения Союза борцов сопротивления и антифашистов области Бач-Кишкун | За укрепление дружбы между венгерским и советским народами Постановление бюро горкома КП Украины и исполнительного комитета городского совета депутатов трудящихся от 21.07.1977 |        |
| 1979 |         | Никаноров Василий Иванович     | 1904 — 1982 | советский партийный и государственный деятель | За активное участие в партизанском движении в Крыму в годы Великой Отечественной войны, плодотворную работу по воспитанию молодёжи города на революционных, боевых и трудовых традициях советского народа Решение бюро Симферопольского горкома Коммунистической партии и исполнительного комитета городского совета народных депутатов от 14.12.1979 |        |
| 1984 |         | Бабий Василий Иванович         | 1924 — ?    | руководитель подпольной группы школьников «Особая диверсионная», действовавшей на территории г. Симферополя в годы Великой Отечественной войны, доктор технических наук, заведующий лабораторией сжигания твердого топлива Всесоюзного теплотехнического научно-исследовательского института имени Ф.Э. Дзержинского                                             | За активное участие в движении партизан и подпольщиков в Крыму в годы Великой Отечественной войны, мужество и героизм, проявленные при освобождении города Симферополя от фашистских захватчиков Решение 11-й сессии Симферопольского городского совета XVIII созыва от 02.06.1984                                                                    |        |
| 1984 |         | Косухин Анатолий Николаевич    | 1925 — 1988 | участник подполья и партизанского движения в Симферополе, ректор Тюменского индустриального института, преподаватель института нефтехимической и газовой промышленности, руководитель научно-исследовательского института, позже главного управления по использованию технических средств обучения Министерства высшего и среднего специального образования СССР | За активное участие в движении партизан и подпольщиков в Крыму в годы Великой Отечественной войны, мужество и героизм, проявленные при освобождении города Симферополя от фашистских захватчиков Решение 11-й сессии Симферопольского городского совета XVIII созыва от 02.06.1984                                                                    |        |
| 1984 |         | Федоренко Фёдор Иванович       | 1921 — 1996 | участник партизанского движения в Крыму, командир 1 бригады партизан Крыма, генерал-майор | За активное участие в движении партизан и подпольщиков в Крыму в годы Великой Отечественной войны, мужество и героизм, проявленные при освобождении города Симферополя от фашистских захватчиков Решение 11-й сессии Симферопольского городского совета XVIII созыва от 02.06.1984                                                                    |        |
| 1984 |         | Зотов Валентин Александрович   | ?           | бригадир строительного управления № 7 треста «Симферопольпромстрой» | За большой вклад в развитие народного хозяйства города, коммунистическое воспитание и профессиональную подготовку молодежи, высокую гражданскую активность. Решение 11-й сессии Симферопольского городского совета XVIII созыва от 02.06.1984 |        |
| 1984 |         | Клименков Владимир Федорович   | ?           | машинист электровоза локомотивного депо | За большой вклад в развитие народного хозяйства города, коммунистическое воспитание и профессиональную подготовку молодежи, высокую гражданскую активность. Решение 11-й сессии Симферопольского городского совета XVIII созыва от 02.06.1984 |        |
| 1984 |         | Сидоров Николай Александрович  | ?           | токарь, медник завода «Симсельмаш» | За большой вклад в развитие народного хозяйства города, коммунистическое воспитание и профессиональную подготовку молодежи, высокую гражданскую активность. Решение 11-й сессии Симферопольского городского совета XVIII созыва от 02.06.1984 |        |
| 1999 |         | Иоффе Адольф Абрамович         | 1929 — 2015 | директор Симферопольской городской электросети ОАО «Крымэнерго» (1969—2005) | За весомый личный вклад в развитие и улучшение энергоснабжения города, высокое профессиональное мастерство и большую общественную деятельность Решением 5-й сессии Симферопольского городского совета XXIII созыва от 26.03.1999 № 72 |        |
| 2000 |         | Жумыкин Альберт Петрович       | 1933 — 2014 | председатель совета акционеров ЗАО «Крымвтормет», народный депутат Украины II созыва | За большой вклад в развитие потенциала города и его инфраструктуры, активную общественную деятельность Решение 13-й сессии Симферопольского городского совета XXIII созыва от 26.04.2000 № 195 |        |
| 2000 |         | Новиков Анатолий Григорьевич   | 1927 — 2017 | генеральный директор художественный руководитель Крымского академического русского драматического театра им. М.Горького | За высокие достижения в культурной деятельности и профессиональное мастерство, большой личный вклад в развитие театрального искусства Решение 13-й сессии Симферопольского городского совета XXIII созыва от 26.04.2000 № 194 |        |
| 2007 |         | Кондратьев Владимир Иосифович  | 1926—2023   | артист Крымского академического русского драматического театра им. М.Горького | За высокие достижения в культурной деятельности и профессиональное мастерство, большой личный вклад в развитие театрального искусства Решение 17-й сессии Симферопольского городского совета V созыва от 29.03.2007 № 232 |        |
| 2007 |         | Смирнов Николай Николаевич     | 1934—2022   | заместитель генерального директора ЗАО «Симкоммунсервис» | За значительный личный вклад в социально-экономическое развитие города Симферополя, его инфраструктуры, высокое профессиональное мастерство, активное участие в общественной жизни Решение 21-й сессии Симферопольского городского совета V созыва от 24.05.2007 № 276                                                                                |        |
| 2007 |         | Бабенко Геннадий Александрович | 1950        | Симферопольский городской голова (2006—2010) | За значительный личный вклад в экономическое, социально-культурное развитие, организацию и руководство работой по созданию материальных и духовных ценностей в городе Симферополе, высокий профессионализм и многолетний добросовестный труд Решение 28-й сессии Симферопольского городского совета V созыва от 15.10.2007 № 389                      |        |
| 2008 |         | Баталин Александр Сергеевич    | 1946        | председатель правления ОАО «Завод „Фиолент“» | За значительный личный вклад в экономическое, социально-культурное развитие города Симферополя, высокий профессионализм, многогранную и активную общественную деятельность Решение 37-й сессии Симферопольского городского совета V созыва от 15.05.2008 № 540                                                                                        |        |
| 2008 |         | Айвазян Артур Суренович        | 1973        | спортсмен, инструктор сборной Украины по пулевой стрельбе | За значительный личный вклад в развитие физической культуры и спорта, спортивное мастерство, достижение высоких результатов в спорте Решение 41-й сессии Симферопольского городского совета V созыва от 30.10.2008 № 660 |        |
| 2008 |         | Якибчук Татьяна Михайловна     | 1968        | инструктор-методист Крымской Республиканской детско-юношеской спортивной школы инвалидов, Мастер спорта международного класса, чемпионка Паралимпийских игр по легкой атлетике в Пекине 2008 года | За значительный личный вклад в развитие физической культуры и спорта, спортивное мастерство, достижение высоких результатов в спорте Решение 41-й сессии Симферопольского городского совета V созыва от 30.10.2008 № 661 |        |
| 2009 |         | Лазарь (Швец)                  | 1939        | митрополит Симферопольский и Крымский УПЦ МП | За многолетнюю плодотворную духовно-просветительскую деятельность, направленную на сохранение и укрепление межконфессионального мира, воспитание граждан в духе высоких моральных идеалов и общечеловеческих ценностей Решение 48-й сессии Симферопольского городского совета V созыва от 14.05.2009 № 771                                            |        |
| 2009 |         | Ермак Валерий Федорович        | 1942 — 2013 | Симферопольский городской голова (1998—2006) | За большой личный вклад в социально-экономическое развитие города Симферополя, усилия по сохранению гражданского мира и национального согласия, активную общественно-политическую деятельность Решение 48-й сессии Симферопольского городского совета V созыва от 14.05.2009 № 772                                                                    |        |
| 2010 |         | Роик Вера Сергеевна            | 1911 — 2010 | вышивальщица, основатель школы украинской народной вышивки в Крыму, Герой Украины | За значительный личный вклад в создание духовных и материальных ценностей, высокий профессионализм и многолетний добросовестный труд Решение 59-й сессии Симферопольского городского совета V созыва от 29.04.2010 № 971 |        |
| 2010 |         | Якубова Алла Петровна          | 1939        | председатель правления ОАО Симферопольский консервный завод им. Кирова | За значительный личный вклад в экономическое, социально-культурное развитие города Симферополя, высокий профессионализм, многогранную и активную общественную деятельность Решение 59-й сессии Симферопольского городского совета V созыва от 29.04.2010 № 972                                                                                        |        |
| 2010 |         | Хорниг Мартин                  | ?           | первый председатель общественного объединения граждан района Хандшусхайм г. Хайдельберга | За многолетнее и активное участие в движении породнения, значительный личный вклад в становление и развитие дружеских отношений между жителями г. Хайдельберг (Германия) и г. Симферополь (Украина) Решение 63-й сессии Симферопольского городского совета V созыва от 12.08.2010 № 1029                                                              |        |
| 2011 |         | Заяев Анатолий Николаевич      | 1931 — 2012 | футбольный тренер, вице-президент ФК «Таврия» | За значительный личный вклад в развитие физической культуры и спорта, высокий профессионализм, воспитание и подготовку спортсменов, достигших высоких спортивных результатов Решение 25-й сессии Симферопольского городского совета VI созыва от 20.10.2011 № 245                                                                                     |        |
| 2012 |         | Усик Александр Александрович   | 1987        | боксёр, Олимпийский чемпион 2012 года | За значительный личный вклад в развитие физической культуры и спорта, спортивное мастерство, достижение высоких результатов в спорте Решение 44-й сессии Симферопольского городского совета VI созыва от 17.08.2012 № 481 26 апреля 2022 года был лишён звания по решению горсовета                                                                   |        |
| 2017 |         | Фикс Ефим Зисьевич             | 1946        | крымский политик | За заслуги перед Симферополем, активную общественную деятельность, направленную на развитие местного самоуправления и эффективное решение вопросов местного значения | [ 7 ]  |
| 2017 |         | Котов Олег Валериевич          | 1965        | лётчик-космонавт | За проявление героизма в экстремальных ситуациях, авторитет у жителей Симферополя, обретенный долгой трудовой деятельностью | [ 8 ]  |
| 2017 |         | Полтавченко Георгий Сергеевич  | 1953        | Губернатор Санкт-Петербурга | За особые заслуги перед жителями Симферополя, ведение активной деятельности, направленной на развитие Симферополя в сфере городского хозяйства, образования, физической культуры | [ 9 ]  |
| 2021 |         | Лавриненко Владимир Фёдорович  | 1937        | Председатель исполнительного комитета Симферопольского городского совета народных депутатов с 1982 по 1989 год | За заслуженный авторитет у жителей городского округа, обретённый долгой трудовой, общественной, политической и хозяйственной деятельностью во благо муниципального образования городской округ Симферополь Республики Крым | [ 12 ] |
| 2021 |         | Хмельницкий Алексей Михайлович |             | Генеральный директор АО «Пивобезалкогольный комбинат «Крым» | За особые заслуги перед жителями городского округа в социально-экономическом развитии муниципального образования городской округ Симферополь Республики Крым | [ 13 ] |